# Urlugaledinna
Urlugaledinna (fl. XXIII secolo a.C.) è stato un veterinario sumero, ricordato come il primo veterinario noto nella storia.

## Biografia
Visse in Mesopotamia all'inizio dell'età del bronzo, intorno al 3000 a.C. nell'area degli attuali Siria, Iran, Iraq, Turchia e Kuwait. All'epoca la Mesopotamia era un insieme di città-stato e Urlugaledinna viveva nella città-stato di Lagash. Prestò servizio qui durante il regno del figlio di Gudea, Ur-Ningirsu. Probabilmente aveva uno status sociale elevato, perché altri veterinari non vengono menzionati per nome nei vari testi, ma al massimo come dottori dei buoi o degli asini. Ne conosciamo l'esistenza grazie ad un sigillo conservato al Museo del Louvre. Oltre agli animali curò anche pazienti umani.